# Guillaume VIII d'Aquitaine
Pour les articles homonymes, voir Guillaume VIII et Guillaume de Poitiers.
Guillaume VIII d'Aquitaine est né en 1024 ou 1027 et mort le 25 septembre 1086 au château de Chizé. Baptisé Gui, il est appelé Guy-Geoffroi d'après son beau-père Geoffroi Martel.

## Biographie
L'ascendance de Guillaume ou Guy-Geoffroi (Wido) est en partie connue à partir d'un extrait situé à la fin de la chronique de Frodoard (Flodoard). Il s'agit du fragment d'une lettre adressée par Renaud de Bourgogne, comte de Port, à Gui-Geoffroi, datée de [966] :

« Mathilde et Albérade furent filles de Gerberge; de Mathilde naquirent le roi Rodolphe et sa sœur Mathilde; d'Albérade vint Hermentrude; de Mathilde fille de Mathilde, vint Berthe; d'Hermentrude vint Agnès; de Berthe vint Gérald le Genevois; d'Agnès vint Gui »

— Chronique de Frodoard, manuscrit de Dijon, Anno DCCCCLXVI.
Fils de Guillaume V d'Aquitaine et d'Agnès de Bourgogne, il est comte de Poitiers de 1058 à 1086 sous le nom de Guillaume VI, et duc d'Aquitaine sous le nom de Guillaume VIII durant la même période. Il succède à son frère Guillaume Aigret. Il prend le nom de Guillaume après sa prise de possession du Poitou.
Dès sa prise de pouvoir, il doit mettre au pas ses vassaux. Il prend Toulouse à son comte, qui a attaqué Bordeaux, en 1060. Après une tentative malheureuse en 1061, où il est battu aux sources de la Boutonne, au lieu de La Bataille, par les neveux de Geoffroi Martel, il prend Saintes et le contrôle de la Saintonge à partir de 1062. Cela lui permet de relier facilement ses deux capitales, Poitiers et Bordeaux (la route d'alors passe par Saintes, selon le trajet de l'ancienne voie romaine). Toujours en 1062, il bat le duc Bernard de Vasconie à la bataille de La Castelle. En 1063, il restaure théoriquement son autorité sur la Gascogne en battant le comte d’Armagnac Géraud II. Il commande également en 1063 la croisade de Barbastro : à l'appel du pape, des troupes italiennes et françaises vont combattre les musulmans et libèrent la ville de Barbastro. Cet événement a alors un grand retentissement en Occident.
Ressentant le besoin d'une administration, il crée une sénéchaussée en 1075, qui échoit à Pierre Bridier, et une nouvelle prévôté à Saintes en 1067.
Il fonde encore avec Gérard de Corbie, l'abbaye de La Sauve-Majeure, en 1079, en Gironde qui sera monastère de l'ordre de Saint-Benoît. Sa troisième femme, Audéarde ou Hildegarde de Bourgogne est sa cousine au quatrième degré. Le pape Grégoire VII exige leur séparation, puis leur accorde une dispense. Guillaume VIII fait alors construire une abbaye dédiée à saint Jean l'Évangéliste à Poitiers (l'abbaye de Montierneuf, voir église Saint-Jean de Montierneuf). Il confie cette abbaye à Cluny.

## Mariages et descendance
En janvier 1044, il aurait épousé en premières noces Garsende de Périgord, fille d'Audouin/Audebert II, comte de Périgueux. Elle lui apporte en dot ses droits sur le duché de Gascogne qu'elle tient de sa mère Alausie de Gascogne, mais pas d'enfants. Il la répudie en 1058. Elle entre au couvent à Saintes. Pour Christian Settipani cette première épouse de Guillaume serait plus certainement identifiée sous le nom d'Aina de Périgueux, fille d'Audebert II de Périgueux,.
Vers 1058/59, il épouse Mathilde ou Mathéode (nous ne savons pas de quelle famille elle vient), qu'il répudie vers 1068/69. Ils ont une fille:
1. Agnès, reine de Castille (es) (1059–1078), épouse d'Alphonse VI de León.

Finalement, il épouse Audéarde de Bourgogne, fille du duc Robert Ier de Bourgogne en mars 1069, date à laquelle il brûle l'abbaye de Luçon.[réf. nécessaire]. Ils ont trois enfants:
1. Guillaume IX (1071-1127) son héritier.
2. Agnès, reine d'Aragon et de Navarre (1072-1097), épouse de Pierre Ier d'Aragon.
3. Hugues[7].